# Jorge Chávez
Georges Antoine Chavez (Paris, 13 de junho de 1887 - Domodossola, Itália, 27 de setembro de 1910), conhecido no Peru como Jorge Chávez, foi um aviador peruano nascido em Paris, França. De pais peruanos, alcançou a fama mundial em seu monoplano por conseguir cruzar os Alpes desde a Suíça até a Itália (Domodossola) onde um forte vento rompeu as alas de seu frágil monoplano e caiu picado (com o nariz do avião para baixo) desde 20 metros de altura. Ficou fatalmente ferido e morreu quatro dias depois desta façanha no Hospital "San Biagio" (Domodossola). É o máximo herói da aviação peruana e o principal aeroporto peruano leva seu nome: Aeroporto Internacional Jorge Chávez localizado em El Callao, porto de Lima.
No Campo de Marte de Lima se encontra um majestoso monumento, no centro de um carrossel o qual une os distritos de Jesús Maria e de Lima Cercado.
Em setembro de 1957 um avião militar francês repatriou os restos mortais do aviador a Lima desde a França para serem depositados num mausoléu construído especialmente para ele na Base Aérea de Las Palmas, Lima.